# فيك اولسون
فيك اولسون (بالإنجليزية: Vic Olsson) هو مجدف نيوزيلندي، ولد في 28 أغسطس 1903، وتوفي في 3 يوليو 1990.

## روابط خارجية
- فيك اولسون على موقع اللجنة الأولمبية النيوزيلندية (الإنجليزية)